# Pseudosphex fuscus
Pseudosphex fuscus är en fjärilsart som beskrevs av Hans Zerny 1931. Pseudosphex fuscus ingår i släktet Pseudosphex och familjen björnspinnare. Inga underarter finns listade.